# Grenadiers de chars
 (août 2017).
Si vous disposez d'ouvrages ou d'articles de référence ou si vous connaissez des sites web de qualité traitant du thème abordé ici, merci de compléter l'article en donnant les références utiles à sa vérifiabilité et en les liant à la section « Notes et références ».

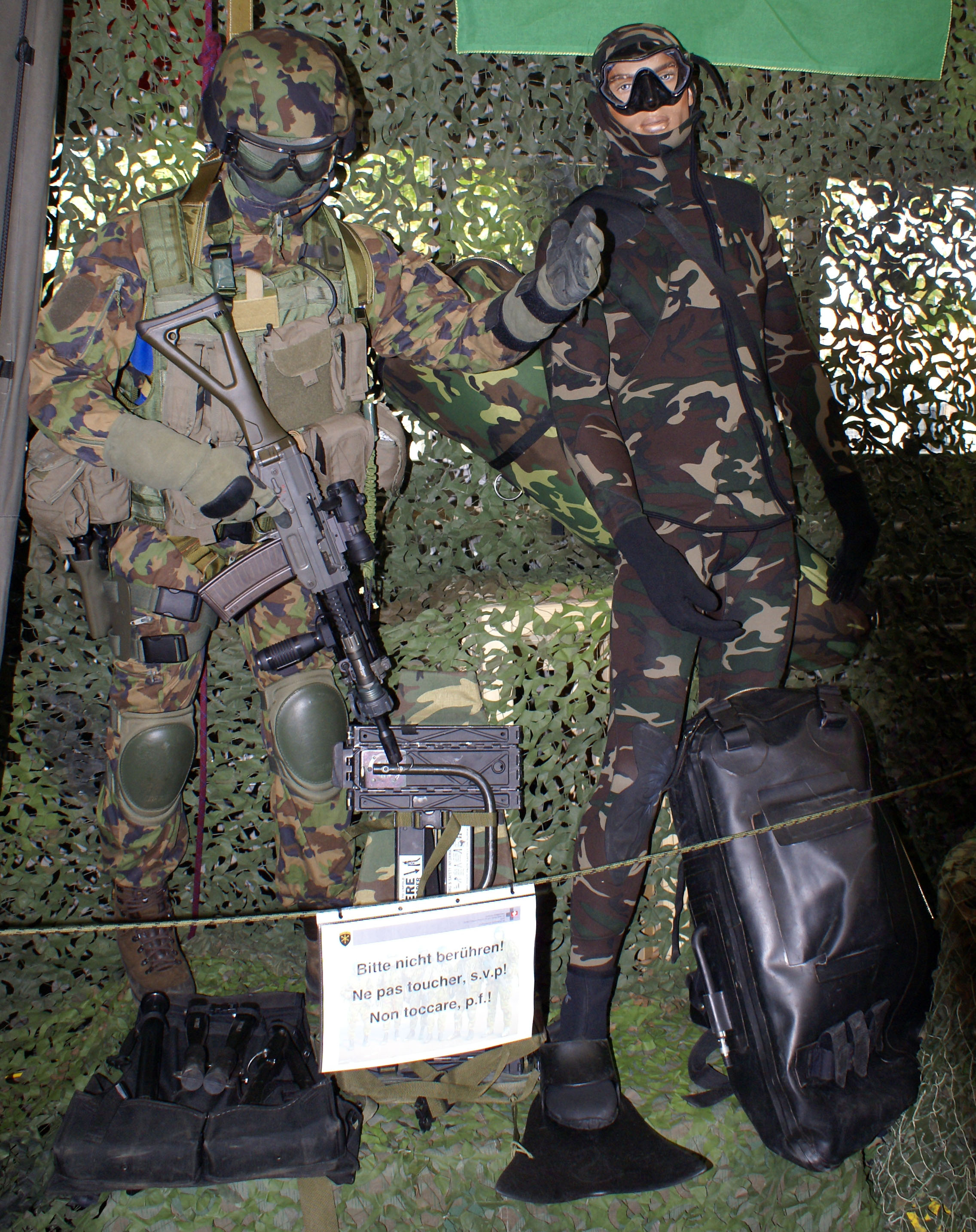
À gauche, un mannequin portant la tenue d'assaut complète d'un grenadier sous Armée XXI. Le SIG-552 Commando équipe seulement les unités du DRA10.

Les grenadiers de chars sont des unités militaires d'infanterie blindée mécanisée incorporées dans les troupes blindées. Il s'agit d'un corps d'infanterie d'élite des troupes blindées de l'Armée suisse. Le terme est une traduction littérale de la dénomination allemande Panzergrenadier. Selon les pays, la désignation de ces troupes peut se nommer infanterie blindée ou infanterie mécanisée. Leur formation comprend une instruction adaptée à leur fonction au sein des troupes blindées en plus de leur formation d'infanterie d'élite. L'école de recrues se déroule dans les écoles de chars 21 de Thoune.

## Mission

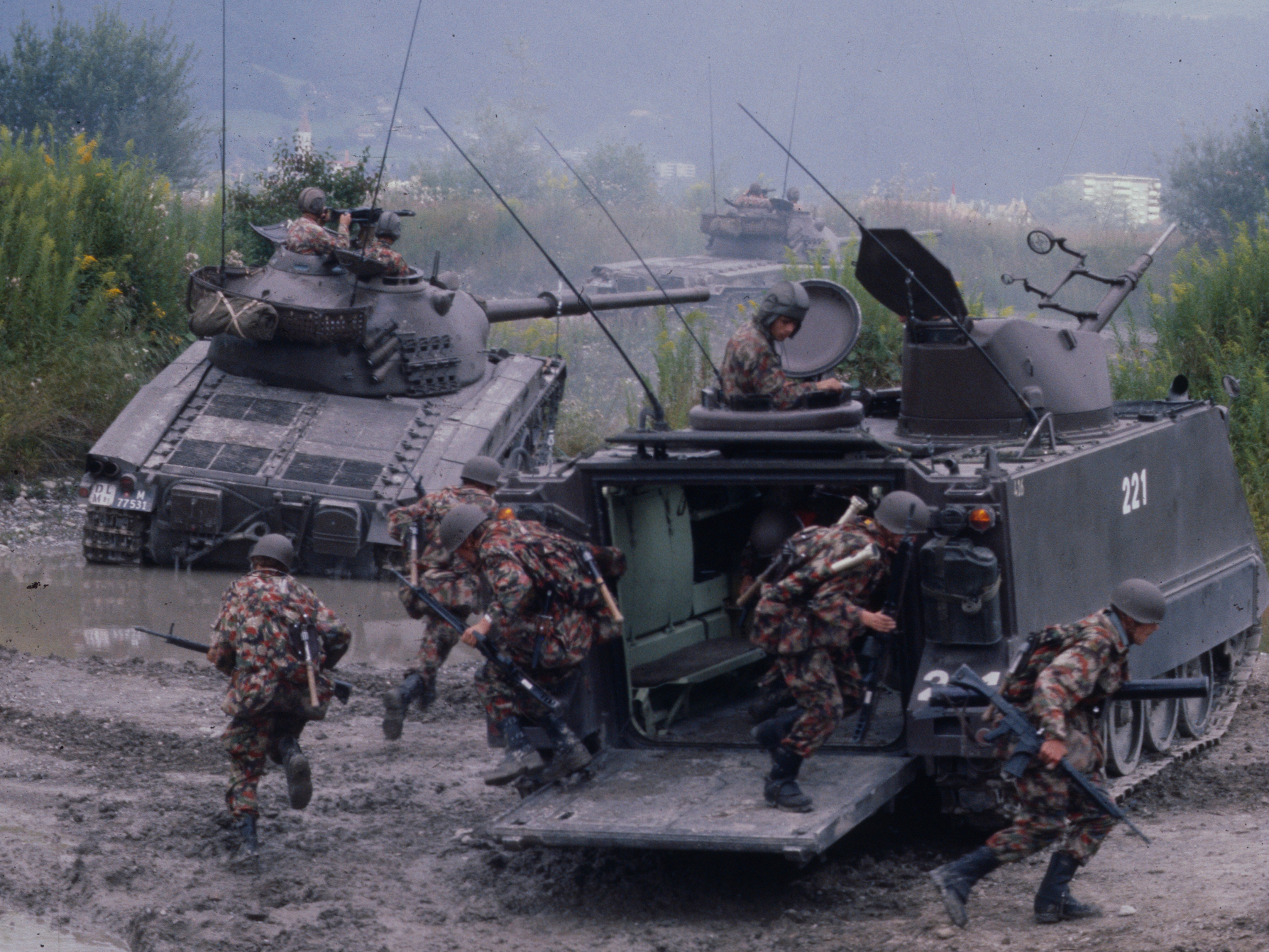
Grenadiers de chars débarquant d'un char de grenadier 63/73 M113 A1 à la Place d'armes de Thoune en 1979.

Les missions qui leur sont attribuées comprennent l'exploration armée, la défense des blindés, le nettoyage de poches de résistance, la fixation ou cassure d'un front, l'infiltration/exfiltration et les combats urbains. Un accent particulier lors de l'entraînement est mis sur la lutte antichar, le combat urbain et le combat à mains nues (par exemple le close combat) et avec armes tranchantes.

## Recrutement
Les critères d'incorporation dans cette troupe sont rigoureux et essentiellement fondés sur le volontariat. L'armée suisse exige un résultat d'au moins 90 points (sur 125) aux tests sportifs pour débuter l'école de recrues ce qui en fait un corps d'infanterie d'élite, par opposition aux fantassins de l'armée suisse qui requièrent 65 points (sur 125) ou plus pour intégrer l'école de recrues. Les abandons durant les sept premières semaines de formation sont particulièrement courants, même si le phénomène tend à s'estomper depuis la réforme Armée XXI. En effet, en moyenne, 2/3 des recrues abandonnent l'école de recrues de Grenadiers de chars.

## Description

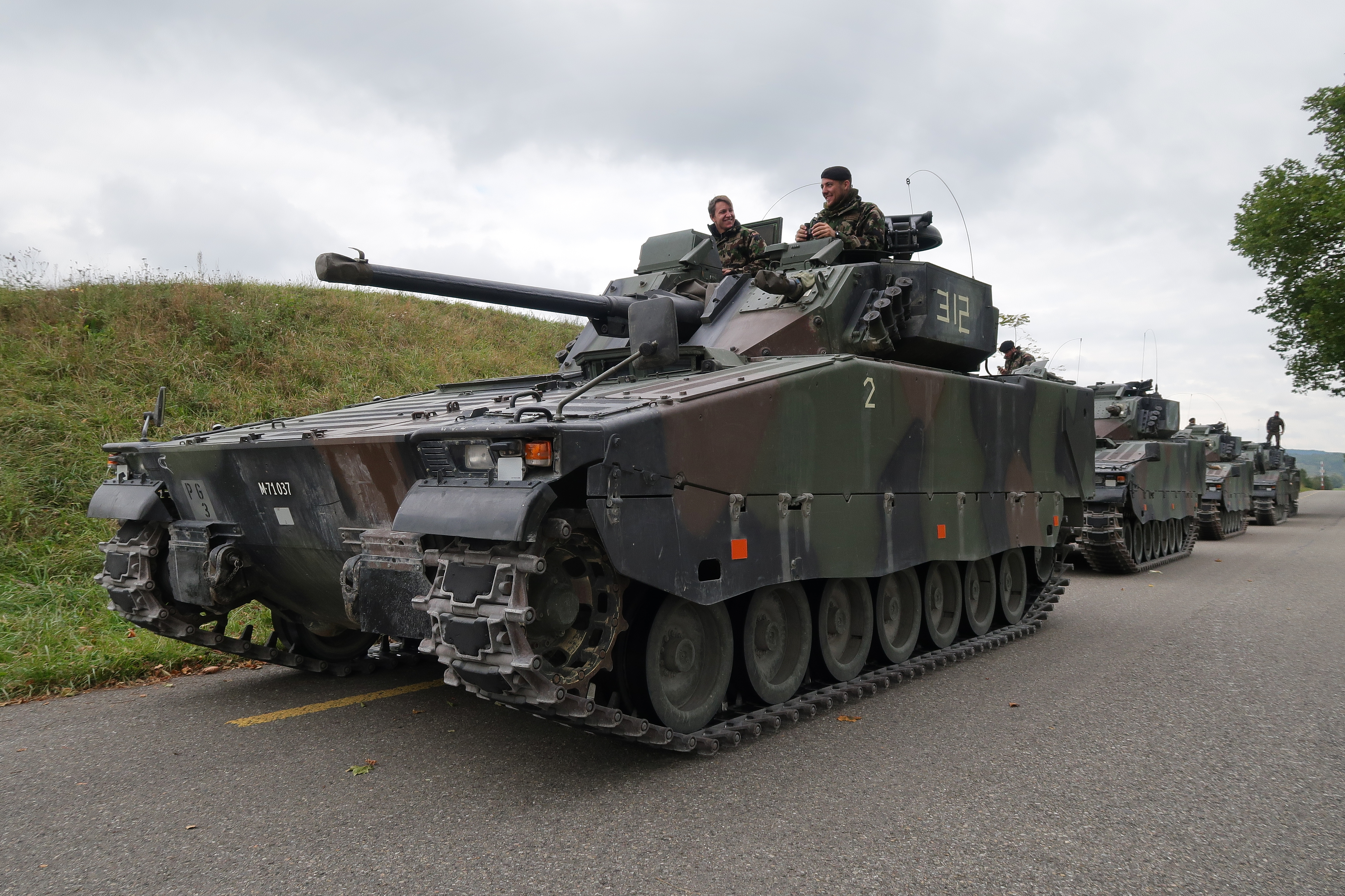
Des chars de grenadier 2000 du Panzerbataillon 29 en 2016, devenu Mechanisiertes Bataillon 29 en 2018.

Avec les chars de combat Leopards 2, les grenadiers de chars sont les troupes offensives des troupes blindées de l'armée suisse. Il s'agit de formations de choc et d'attaque ayant pour but de percer le front ennemi.
Ils opèrent en tête des formations mécanisées aussi bien sur un terrain découvert qu'en milieu urbain afin de faciliter le passage des troupes blindées. Équipés de lance-roquettes Panzerfaust 3, les grenadiers de chars peuvent détruire les unités blindées ennemies. Les autres armes sont le Fass 90, la grenade à main HG 85 (en), le lance-grenades additionnel (LGA), les TIFLU (tireur au fusil d'assaut à lunette), et les LMG 05 (FN Minimi).
Comme l'indique leur nom, les grenadiers de chars se déplacent à l'intérieur de véhicule de combat d'infanterie. Il s'agit, depuis les années 2000, du Combat Vehicle 90 (CV9030), appelé localement char gren 2000 ou Spz 2000, qui donne une bonne mobilité tactique en zone confinée et permet un déploiement rapide des grenadiers directement à l'emplacement de la mission. L'armement embarqué de ce char comprend un canon Mk44 Bushmaster II de calibre 30 mm, une mitrailleuse MG 51/00 (de) de calibre 7,5 mm coaxiale et huit lance-tubes nébulogènes (quatre sur les deux côtés de la tourelle). Tout cela est couplé aux divers systèmes optiques : vision nocturne, caméra thermique, caméras coaxiales. Le système d'armes embarqué est géré grâce à plusieurs joysticks et écrans plasma.
La version grenadier de ce véhicule transporte 11 hommes (1 conducteur, 1 pointeur-tireur, 1 commandant de char et 8 grenadiers embarqués). Les trois premières fonctions sont accomplies par des militaires formés au maniement du Char gren 2000, les « équipages » ou « besatze », tandis que les 8 militaires débarqués appartiennent à des unités d'infanterie d'élite mécanisée, les « combats » ou encore « débarqués ». Cette séparation dans les fonctions s'effectuent déjà lors du recrutement et les deux unités ne travaillent ensemble qu'à partir de la fin de leur école de recrues et essentiellement durant les cours de répétition.

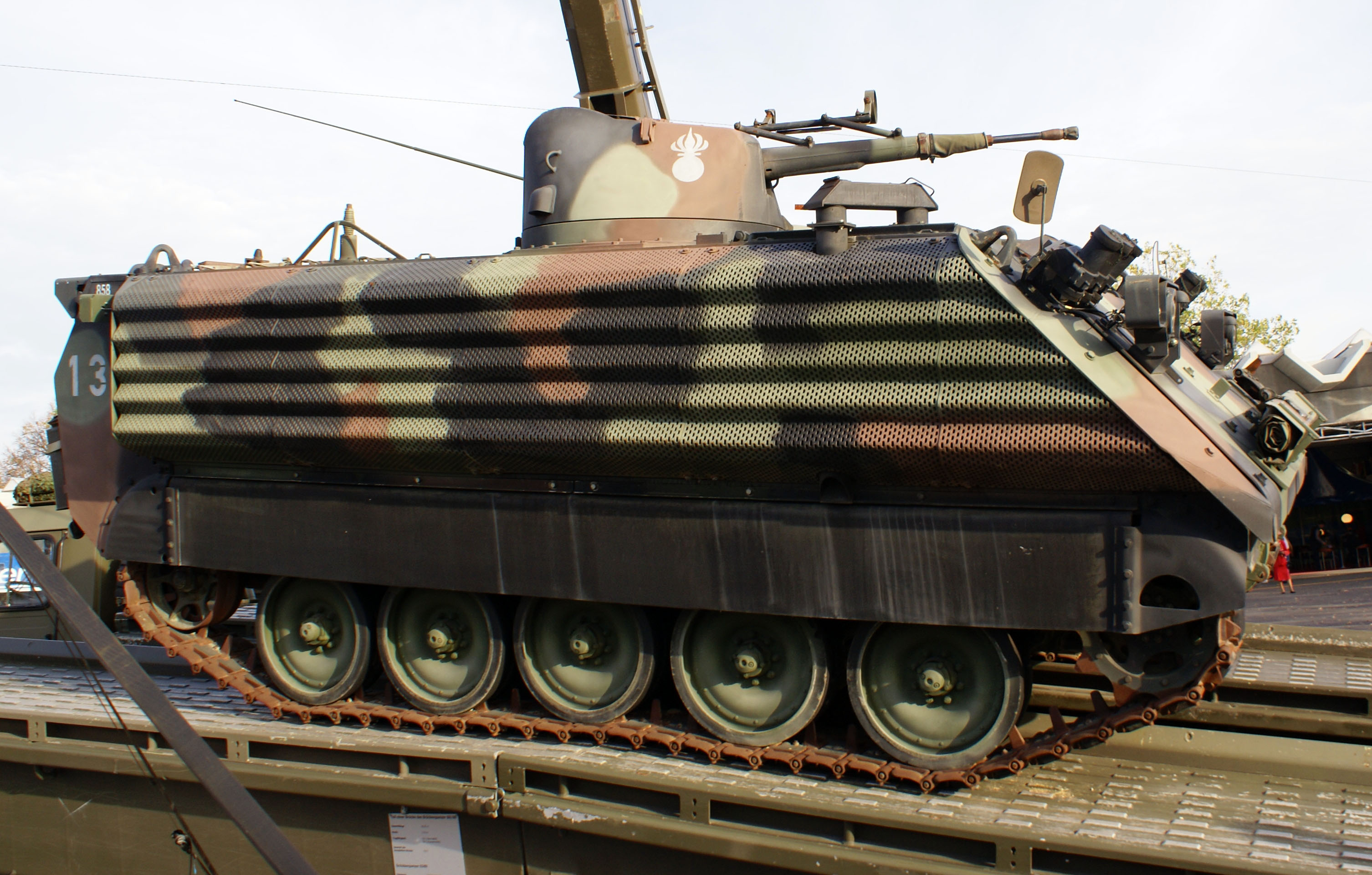
Le char de grenadier 63/89 M113, monture des grenadiers de chars de 1990 à 2005. On distingue l'emblème des grenadiers sur la tourelle.

Les grenadiers de chars subissent, depuis quelques années, de profondes modifications dans leurs méthodes d'engagement. Cela est dû à l'acquisition de nouveaux matériels. Premièrement, le vénérable char de grenadier 63/89 M113, (Spz 63/89) a été remplacé par le CV-9030, char de grenadier 2000, modifié par les suisses. L'armée suisse modifie toujours ses nouvelles acquisitions. Le CV-9030CH est maintenant plus grand (haut de plafond), a un meilleur rayon d'action et des optiques plus performantes d'origine américaine. De plus, l'État-major suit de très près les engagements de troupes similaires à l'étranger. Ainsi, de nombreuses modifications faites par l'armée américaine sur ses M2 Bradley ont été aussitôt adoptées sur le CV-9030. Deuxièmement, l'engagement de combats de nuit est devenu une constante dans l'entraînement de cette troupe. L'acquisition de lunettes ILR (Intensificateur de Lumière Résiduelle) pour chaque soldat ainsi que la dotation de caméra IR couplé au système d'armes du char a rendu possible cette évolution.
1. Unités

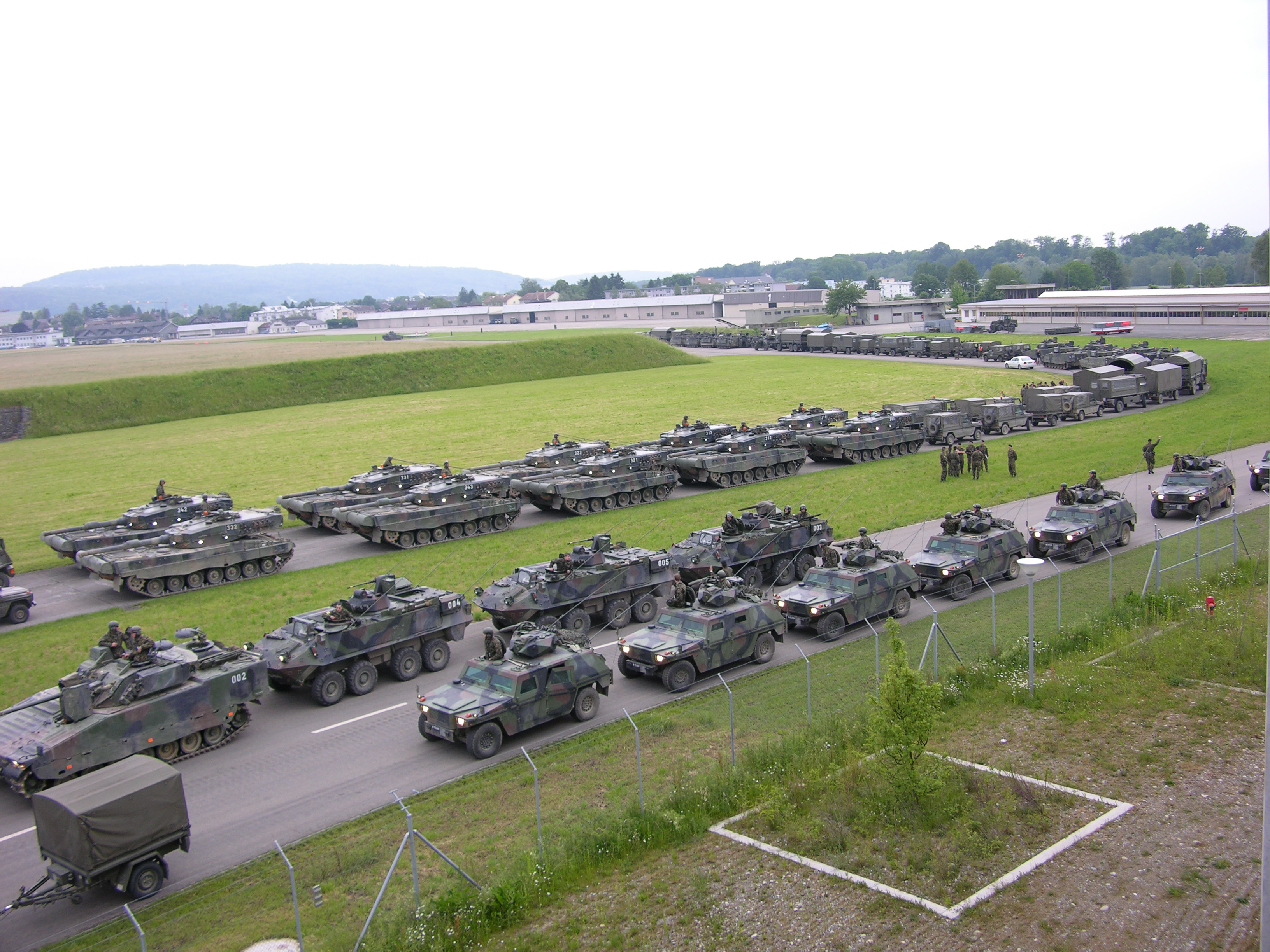
Brigade blindée 11 sur l'aérodrome de Dübendorf en 2007

En 2018, les grenadiers de chars sont incorporés dans deux des trois brigades mécanisées. L'école de recrues se déroule à Thoune au sein de l'École de char 21 de la Formation d’application des blindés et de l’artillerie (FOAP) comme on l'a vu plus haut. chaque recrue est incorporée dans un bataillon (chaque bataillon a son écusson distinctif).
- Brigade mécanisée 1 
  - Bataillon de chars 12
  - Bataillon mécanisé 17
  - Bataillon mécanisé 18
- Brigade mécanisée 11 Panzerbrigade 11 (de)
  - Compagnie de commandement du Mechanisierte d'état-major 11
  - Bataillon de chars 13
  - Bataillon mécanisé 14
  - Bataillon mécanisé 29